# Wolfspeed
Wolfspeed Inc. — американский производитель мощных полупроводниковых светодиодов и других электронных компонентов, расположенный в Дарем, Северная Каролина. До 2021 года компания назвалась Cree Inc.

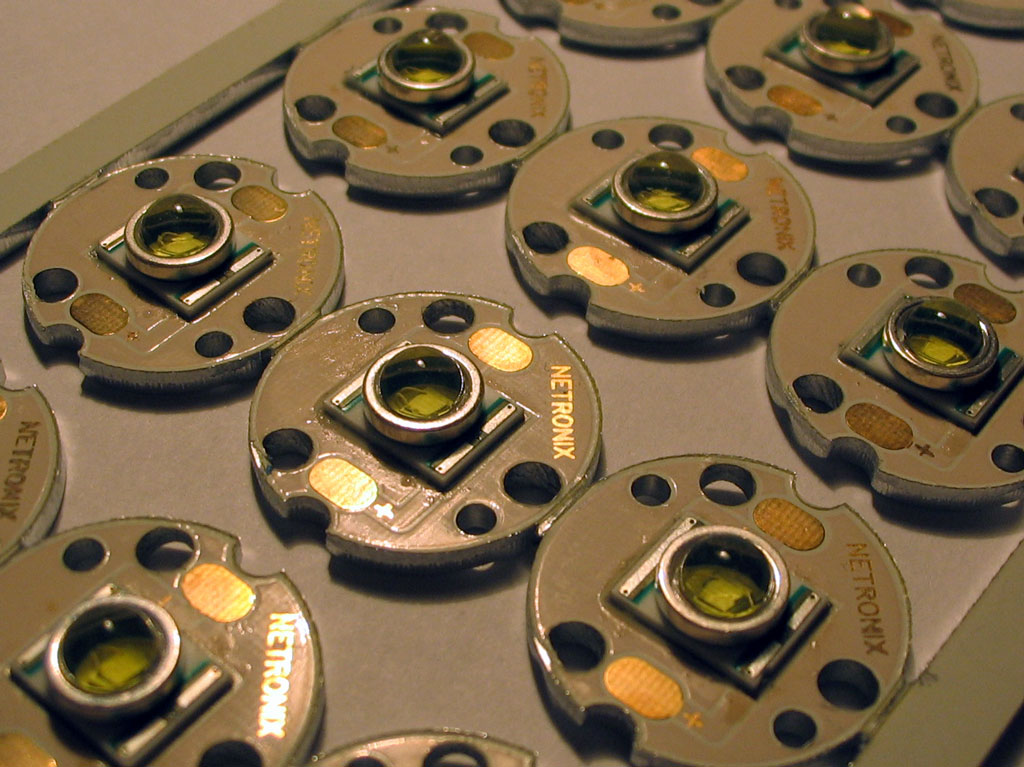
Одна из лампочек Cree, оснащенная высокомощным светодиодом XR-E Q4.

## История
Cree была основана в 1987 году исследователями из университета штата Северная Каролина (NCSU), занимавшимися изучением карбида кремния с 1983 года. Стала публичной в 1993 году, когда в ней работало около 20 человек. Изначально производила электронные микросхемы и светоизлучающие приборы на базе нитрида галлия (красные и зеленые светодиоды), работала по госконтрактам с DARPA, ВВС США и Национальным институтом стандартов и технологий.
Компания занялась выращиванием кристаллов карбида кремния. По утверждению журнала «Эксперт», в развитии этой технологии участвовали учёные СССР из ЛЭТИ.
В 1989 году было начато коммерческое производство пластин карбида кремния диаметром 25 миллиметров. В начале 2000 производились уже 100-мм кристаллы более чем на 250 установках.
Первую интегральную схему на базе карбида кремния компания представила в 1996 году, однако не смогла наладить серийное производство.
С середины первого десятилетия 2000-х активно занимается производством светоизлучающих приборов на базе карбида кремния.
В 2005 Cree открыла дочернюю компанию Cree Asia-Pacific в Гонконге.
В марте 2007 года Cree купила производителя ярких светодиодов, Cotco Luminant Device (Гонконг) за $200 миллионов долларов.
В 2009 Cree купила первый завод расположенный вне США. Он находится в Huizhou (Guangdong Province, Китай). Тогда же Cree анонсировала расширение производства на своем заводе в Дереме.
По состоянию на 2012 год Cree обеспечивала около 85 % мировой потребности в карбиде кремния.

## Другие производители LED
Nichia Corporation, Osram Opto Semiconductors, Seoul Semiconductor.

## Другие производители карбида кремния
Infineon, Нитридные кристаллы.